# Ligier JS23
La Ligier JS23 è una vettura da competizione realizzata dalla Ligier, realizzata per partecipare al campionato mondiale di Formula 1 del 1984. Progettata da Michel Beaujon e Claude Galopin era guidata da Andrea De Cesaris e François Hesnault.

## Tecnica
Il telaio del mezzo era del tipo monoscocca ed era realizzato in carbonio. Le sospensioni erano a doppi bracci trasversali in configurazione pushrod.Come propulsore era impiegato un Renault Gordini EF4 V6 gestito da un cambio Ligier/Hewland manuale a cinque rapporti. Gli pneumatici erano forniti dalla Michelin.

## Attività sportiva
Nel 1984, la Ligier, continuando ad avere importanti sponsorizzazioni da società a partecipazione statale francesi come la SEITA (manifattura tabacchi) e Française des Jeux (lotterie) ottenne i motori turbo della Renault (altra società statale), ma malgrado questo non andò oltre i tre punti conquistati da Andrea De Cesaris che salvò l'onore della casa francese.